# Valkolansaari (ö, lat 61,60, long 27,28)
Valkolansaari är en ö i Finland. Den ligger i sjön Ukonvesi och i kommunen Sankt Michel i den ekonomiska regionen  S:t Michel och landskapet Södra Savolax, i den södra delen av landet, 200 km nordost om huvudstaden Helsingfors. Öns area är 1 hektar och dess största längd är 240 meter i nord-sydlig riktning.